# John Bourchier (2e baron Berners)
Pour les articles homonymes, voir John Bourchier et Bourchier.
John Bourchier, 2e baron Berners (1467 - 19 mars 1533) est un soldat anglais, homme d'État et traducteur.

## Famille
John Bourchier, né vers 1467, est le fils unique de Humphrey Bourchier (d.1471 à la bataille de Barnet) et Elizabeth Tilney (d.1497), la fille et l'unique héritier de Frederick Tilney de Boston, Lincolnshire. Par son père, Bourchier descend du roi Édouard III, son arrière-grand-mère, Anne de Gloucester, est la fille de Thomas de Woodstock, le plus jeune fils du roi Édouard.
Par le premier mariage de sa mère, Bourchier a deux sœurs, Margaret Bryan, qui épouse John Sandys, puis Thomas Bryan, et enfin David Zouche, et Anne, qui épouse Thomas Fiennes (8e baron Dacre) (en) de Gilsland.
Après la mort de Humphrey Bourchier, sa veuve, Elizabeth, épouse Thomas Howard, alors comte de Surrey, et plus tard 2e duc de Norfolk. Par le deuxième mariage de sa mère, Bourchier a dix demi-frères et sœurs, Thomas Howard (3e duc de Norfolk), Edmund Howard, Edward Howard (amiral), John Howard, Henry Howard, Charles Howard, Henry Howard (encore), Richard Howard, Elizabeth Howard et Muriel Howard.

## Carrière
Après que son père ait été tué en combattant du côté Yorkiste à la bataille de Barnet en 1471, Bourchier devient pupille de John Howard (1er duc de Norfolk). La mère de Bourchier, Elizabeth, épouse comme second mari Thomas Howard, le fils aîné et héritier du tuteur de Bourchier par sa première femme, Katherine Moleyns. En 1474, le grand-père de Bourchier, John Bourchier (1er baron Berners), meurt, et Bourchier hérite du titre à l'âge de sept ans.
Il fait ses études à l'Université d'Oxford et en 1477 est fait chevalier du bain. En 1492, il s'engage ans les guerres d'outre-mer et participe à la répression de la rébellion de Cornouailles de 1497 en faveur de Perkin Warbeck. En 1513, il participe à la prise de Thérouanne et en 1520 accompagne Henri VIII et son entourage de pairs et de chevaliers à la rencontre du roi en France avec François Ier de France au Camp du Drap d'Or .
Bourchier occupe diverses fonctions d'État sous le roi Henri VIII, notamment lieutenant de Calais à partir du 28 novembre 1520 et chancelier de l'Échiquier à partir du 14 juillet 1524.
Il traduit, à la demande du roi, les Chroniques de Froissart (1523-1525), de manière à faire une nette avancée dans l'écriture historique anglaise, et le Livre d'or de Marc-Aurèle (1534), ainsi que l'Histoire d'Arthur de Lytell Britaine (Bretagne), et la romance de Huon de Bordeaux.
Bourchier meurt à Calais en 1533.

## Mariage et descendance
Avant le 13 mai 1490, Bourchier épouse la demi-sœur de son beau-père, Katherine Howard, fille de John Howard (1er duc de Norfolk), et de sa seconde épouse, Margaret Chedworth, fille de John Chedworth, et avec elle a un fils et trois filles:
- Thomas Bourchier, qui est décédé avant son père.
- Joan Bourchier (d. 1561), qui épouse Edmund Knyvet (d. le 1er mai 1539), sergent portier du roi Henri VIII et a Thomas Knyvett (4e baron Berners) (1539-1616)
- Margaret Bourchier, décédée avant son père.
- Mary Bourchier, qui épouse Alexander Unton de Wadley, mais est décédée sans descendance, avant son père.

Par une maîtresse, Bourchier a trois fils illégitimes et une fille illégitime:
- Humphrey Bourchier (d. 1540), écuyer, qui épouse Elizabeth Bacon, mais n'a aucun descendant.
- James Bourchier (d. 1554), qui épouse Mary Bannaster, fille de Humphrey Bannaster.
- Georges Bourchier
- Ursula Bourchier, qui épouse William Sharington [8].

Après la mort d'Humphrey Bourchier, sa veuve épouse George Ferrers, écuyer.